# Aarne Reini
Aarne Reini (Vaasa, Finlandia, 6 de agosto de 1906-23 de febrero de 1974) fue un deportista finlandés especialista en lucha grecorromana donde llegó a ser subcampeón olímpico en Berlín 1936.

## Carrera deportiva
En los Juegos Olímpicos de 1936 celebrados en Berlín ganó la medalla de plata en lucha grecorromana estilo peso pluma, tras el turco Yaşar Erkan (oro) y por delante del sueco Einar Karlsson (bronce).